# Кадзамаура
Кадзамаура (яп. 風間浦村 Кадзамаура-мура) — село в Японии, находящееся в уезде Симокита префектуры Аомори. Площадь села составляет 69,60 км², население — 2169 человек (1 августа 2014), плотность населения — 31,16 чел./км².

## Географическое положение
Село расположено на острове Хонсю в префектуре Аомори региона Тохоку. С ним граничат город Муцу и посёлок Ома.

## Население
Население села составляет 2169 человек (1 августа 2014), а плотность — 31,16 чел./км². Изменение численности населения с 1980 по 2005 годы:
| 1980 | 3917 чел. |  |
| 1985 | 3712 чел. |  |
| 1990 | 3295 чел. |  |
| 1995 | 3012 чел. |  |
| 2000 | 2793 чел. |  |
| 2005 | 2603 чел. |  |

## Символика
Деревом села считается туевик долотовидный, цветком — Rosa rugosa, птицей — сизая чайка.